# STS-7
STS-7 est la 2e mission de la navette spatiale Challenger. C'est la première fois qu'un véhicule spatial met en orbite un équipage de cinq personnes. C'est aussi la première fois qu'une femme américaine, Sally Ride, part en orbite (troisième femme après les russes Valentina Terechkova et Svetlana Savitskaïa).

## Équipage
- Commandant : Robert L. Crippen (2)  États-Unis
- Pilote : Frederick H. Hauck (1)  États-Unis
- Spécialiste de mission 1 : John M. Fabian (1)  États-Unis
- Spécialiste de mission 2 : Sally Ride (1)  États-Unis
- Spécialiste de mission 3 : Norman E. Thagard (1)  États-Unis

Le chiffre entre parenthèses indique le nombre de vols spatiaux effectués par l'astronaute au moment de la mission.

## Équipage de réserve
- Commandant : John E. Blaha (0)  États-Unis
- Pilote : Terry J. Hart (0)  États-Unis
- Spécialiste de mission 1 : Guy Gardner (0)  États-Unis
- Spécialiste de mission 2 : Jon McBride (0)  États-Unis

## Paramètres de la mission
- Masse:
  - Navette au décollage : 113 025 kg
  - Navette à l'atterrissage : 92 550 kg
  - Chargement : 16 839 kg
- Périgée : 299 km
- Apogée : 307 km
- Inclinaison : 28,3°
- Période : 90,6 min

## Objectifs
La mission STS-7 a débuté le 18 juin 1983, avec un décollage à 7h33 heure de l'est. C'était le premier vol spatial d'une femme américaine (Sally K. Ride), le plus grand équipage à voler dans un seul vaisseau spatial jusqu'à ce moment (cinq personnes) et le premier vol qui comprenait des membres de la classe astronaute du Groupe 8 de la NASA, qui avait été sélectionnés en 1978 pour piloter la navette spatiale.
L'équipage de STS-7 comprenait Robert L. Crippen, commandant, faisant son deuxième vol de navette; Frederick H. Hauck, pilote; et Ride, John M. Fabian et Norman Thagard, tous spécialistes de mission. Thagard a mené des tests médicaux concernant le syndrome d'adaptation spatiale, une nausée fréquente chez les astronautes au début d'un vol spatial.
Deux satellites de communication - Anik C2 pour Télésat du Canada et Palapa B1 pour l'Indonésie - ont été déployés avec succès pendant les deux premiers jours de la mission. La mission a également porté le premier satellite Shuttle Pallet, SPAS-1, qui a été construit par la firme aéronautique d'Allemagne de l'Ouest, Messerschmitt-Bolkow-Blohm. SPAS-1 était unique car il était conçu pour fonctionner dans la baie de charge utile ou être déployé par le système de manipulation à distance (SRMS canadarm) comme un satellite libre. Il a porté 10 expériences pour étudier la formation d'alliages de métaux en microgravité, le fonctionnement de "tubes de chaleur", les instruments pour les observations de télédétection et un spectromètre de masse pour identifier différents gaz dans la baie de charge utile. Il a été déployé par le SRMS et a survolé le Challenger pendant plusieurs heures, effectuant diverses manœuvres, tandis qu'une caméra fournie par les États-Unis montée sur SPAS-1 a pris des photos de l'orbiteur. Le SRMS a ensuite replacé le SPAS-1 dans la baie de charge utile.
STS-7 portait également sept boîtiers de GAS, qui contenait une grande variété d'expériences, ainsi que la charge utile de l'OSTA-2, une charge utile commune de la palette scientifique des États-Unis et de l'Ouest. Enfin, l'antenne à bande Ku de l'orbiteur a été capable de relayer pour la première fois les données via le un satellite de suivi et de relais de données (TDRS) vers une station au sol.
STS-7 était prévu pour faire le premier atterrissage de la navette au Kennedy Space Center (KSC), nouvellement équipé pour cela. Cependant, des conditions défavorables ont obligé la navette à finalement se dérouter vers la piste 15 d'Edwards AFB. L'atterrissage a eu lieu le 24 juin 1983, à 6 h 57, heure du pacifique. La mission a duré 6 jours, 2 heures, 23 minutes et 59 secondes, et a couvert 97 orbites de la Terre. Challenger a été réexpédiée au KSC le 29 juin.

## Déroulement du vol
Alors que Challenger était en orbite, l'un de ses hublots a été endommagé de manière non critique par un débris spatial.